# Rodney Monroe
Pour les articles homonymes, voir Monroe.
Rodney Monroe, né le 16 avril 1968, à Baltimore, au Maryland, est un joueur américain de basket-ball. Il évolue au poste d'arrière. 

## Palmarès
- Finaliste du championnat des Amériques 1989
- McDonald's All-American Team 1987
- CBA Newcomer of the Year 1994